# 雪兔
雪兔（学名：Lepus timidus）为兔科兔属的哺乳动物。在中華人民共和國，分布于黑龙江、内蒙古、新疆等地，一般生活于森林以及森林草原（沿河灌丛）。该物种的模式产地在瑞典乌普萨拉。
雪兔是寒带、亚寒带代表动物之一，是一类个体较大的野兔，体长一般在510毫米左右。耳朵短，尾巴亦短，是中国九种野兔（其余八种为东北兔、东北黑兔、华南兔、草兔、高原兔、塔里木兔、云南兔和海南兔）中尾巴最短的。雪兔为了适应冬季严寒的雪地生活环境，冬天毛色变白，直到毛的根部；耳尖和眼圈黑褐色；前后脚掌淡黄色；夏天毛色变深，多呈赤褐色，是中国唯一冬毛变白的野兔。

## 保护
- 中国国家重点保护动物等级：二级
- 中国濒危动物红皮书等级：渐危